# Helen M. Berman

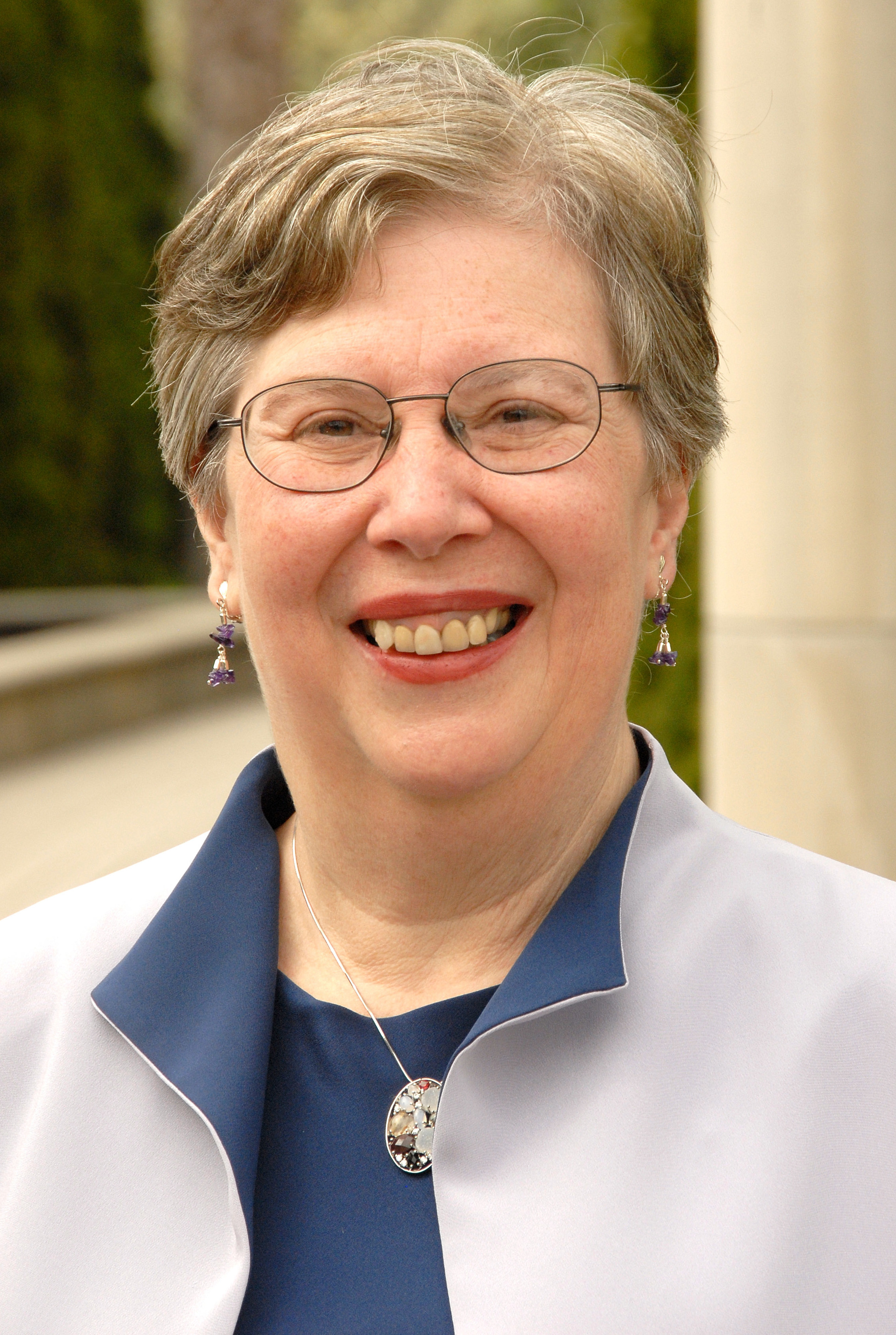
Helen M. Berman

Helen M. Berman (* 1943 in Chicago, Illinois) ist eine US-amerikanische Strukturbiologin. Berman forscht auf dem Gebiet der Proteinstrukturanalyse. Dieses wissenschaftliche Fachgebiet ist angesiedelt an der Schnittstelle von Chemie und Biologie. Viele ihrer Arbeiten bedienen sich der Methode der Röntgenstrukturanalyse (Kristallographie).

## Leben

### Ausbildung und Karriere
Die 1943 geborene Helen Miriam Berman ist eine aus Chicago, Illinois stammende Struktur-Biologin und Bioinformatikerin und war lange Zeit vorsitzende Professorin der Fakultät für Chemie und chemische Biologie an der Rutgers University (New York, USA). Der Grundstein für ihre wissenschaftliche Karriere wurde bereits zu ihrer College-Zeit gelegt, während dieser sie nebenbei im Labor von Barbara Low (Columbia-Universität, New York, USA) zum ersten Mal mit Kristallographie in Berührung kam. Dieser Fachrichtung hat sie sich von diesem Zeitpunkt an intensiv gewidmet. Ihren Doktorgrad erlangte sie im Labor von G. Jeffrey an der Universität Pittsburgh (Pennsylvania, USA) 1967, zu diesem Zeitpunkt eine der wenigen Hochschulen mit einem Lehrstuhl für Kristallographie. Nach einiger Zeit als Post-doc an der Universität Pittsburgh und dem Fox Chase Cancer Center in Philadelphia wurde sie dort zur Professorin ernannt und setzte von da an ihre eigenständigen Forschungsschwerpunkte auf die Strukturaufklärung von Nukleinsäuremolekülen, Interaktion von Nukleinsäuren mit Proteinen und der Entwicklung und Anwendung bioinformatischer Werkzeuge, fort. 1989 folgte sie einem Ruf der Fakultät für Chemie und chemische Biologie an die Rudgers Universität. Nach 40 Jahren akademischer Forschungsarbeit trat Berman 2017 in den Ruhestand ein und ist seitdem Professor Emeritus an ihrer Fakultät.

### Wissenschaftliche Arbeit
Ein wichtiger Meilenstein ihrer wissenschaftlichen Karriere erfolgte 1992 mit der Gründung der „Nucleic Acid Database“ (NDB), der ersten und weltweit führenden Datenbank für dreidimensionale Strukturinformationen von Nukleinsäuren, die bis heute mehr als 15600 Einträge archiviert und frei zugänglich zur Verfügung stellt. Berman war dabei eine der drei verantwortlichen Gründungsmitglieder und spielt bis heute eine führende Rolle bei der Betreuung der Datenbank. Die Expertise, die Berman mit der Gründung der NDB erworben hatte, führten 1998 dazu, dass sie, ebenfalls in führender Rolle, die Betreuung der 1971 ins Leben gerufenen Protein Data Bank (PDB), zusammen mit Forschern der Universität von Kalifornien, San Diego, übernahm. Diese umfangreiche Datenbank überführte sie in das RCSB (Research Collaboratory for Structural Bioinformatics). Mit ihr in der Führungsrolle, wurden in den folgenden Jahren zahlreiche Änderungen am Datenbankmanagement umgesetzt, indem viele neue Tools integriert wurden, so dass die Daten und deren Darstellung und Nutzung von Forschern weltweit abrufbar sind. Mit der Einführung dieser Änderungen war die PDB weltweit die erste Datenbank auf dem Gebiet der Biologie/Medizin, die digital experimentelle Strukturdaten von Biomolekülen frei zugänglich verfügbar machte. Auch der Übergang zur worldwide Protein Data Bank (wwPDB) im Jahre 2003, wurde von Helen Berman initiiert, im Zusammenschluss der RCSB mit der PDBe (Europa) und PDBj (Japan). Weitere Datenbanken mit Strukturdaten von biologischen Makromolekülen (Proteine, DNA und RNA) wurden im Laufe der Jahre integriert. Damit baute Berman die RCSB zum Nordamerikanischen Zentrum für Strukturdaten dieser großen Biomoleküle und zu einer der wichtigsten Forschungsdatenbanken im Bereich Biomoleküle aus. Am 10. Januar 2023 wurde die Hürde von 200 000 frei zugänglichen Strukturdaten erreicht. Nach über 40 Jahren aktiver Gestaltung seit der Gründung der PDB im Jahr 1971, übergab Berman die Leitung der RCSB 2014 an ihren Nachfolger, ist aber bis zum heutigen Tage als Direktorin Emeritus weiterhin mit der Datenbank verbunden.

## Wirken
Sie hat viele wissenschaftliche Arbeiten auf dem Gebiet der Kristallographie publiziert. Weitere, ebenso wichtige Beiträge auf dem Gebiet Strukturbiologie und Bioinformatik, hat sie durch die Gründung („Nucleid Acid Database“, NDB) bzw. durch ihre langjährige leitende Funktion bei der Protein Data Base (RCSB/PDB) geleistet. Aufgrund ihrer Errungenschaften im Laufe ihrer wissenschaftlichen Karriere wurde Helen M. Berman 2018 in die American Academy of Arts and Sciences aufgenommen. 2023 wurde sie zum Mitglied der National Academy of Sciences gewählt.

## Protein Data Bank
Der Beginn des Projekts rund um die Protein Data Bank (PDB) begann 1971 in den Brookhaven National Laboratories (BNL). Zu Beginn war es nur ein Archiv, welches makromolekulare Kristallstrukturen sammelte. Es umfasste anfangs nur sieben verschiedene Strukturen, diese Zahl ist im Laufe der Zeit rasant gestiegen. Ab den 1980er Jahren begann die Zahl der hinterlegten Strukturen exponentiell anzusteigen, dies lässt sich vor allem auf die verbesserte Computertechnologie zurückführen. Zusätzlich konnten weitere Datensätze hinzugefügt werden, die durch kernmagnetische Resonanzmethoden (NMR = nuclear magnetic resonance) erhalten wurden. Die NMR-Technik basiert auf den magnetischen Eigenschaften von Kernen von Atomen. Dabei untersucht man die Interaktion der kreisenden Kerne unter Anwendung eines starken Magnetfeldes. Im Oktober 1998 übernahm dann die „Research Collaboratory for Struktural Bioinformatic“ (RCSB) unter Führung von Helen Berman die Verantwortung und das Management der PDB. Die RSCB wurde gegründet, um den Austausch von Forschern aus verschiedenen Ländern zu fördern und die Zusammenarbeit in der Strukturbiologie zu verbessern.